# 渡部経彦
渡部 経彦（わたなべ つねひこ、1926年4月1日 - 1976年12月19日）は、日本の経済学者。専門は、経済政策・計量経済学。学位は、経済学博士（東北大学・1962年）（博士論文「国際比較の観点からみた産業連関分析の応用」）。京都大学経済研究所教授・大阪大学経済学部教授を歴任。

## 略歴
- 1951年：東京大学経済学部卒業、東京大学大学院特別研究生
- 1956年：スタンフォード大学応用数学統計研究所所員、学習院大学政経学部講師
- 1957年：学習院大学政経学部助教授
- 1959年：スタンフォード大学経済成長研究センター所員（1961年9月まで）
- 1962年
  - 4月：学習院大学政経学部教授
  - 7月：経済企画庁経済研究所主任研究官（1965年まで）
- 1966年6月：京都大学経済研究所教授（産業統計研究部門）
- 1970年：ハーバード大学経済学部客員教授（1971年まで）
- 1971年11月：大阪大学経済学部教授（大学院公共経済学専攻公共支出計画講座）

学外における役職
- 税制調査委員
- 経済審議会臨時委員
- ガーナ政府経済顧問
- 世界銀行コンサルタント
- 理論・計量経済学会理事
- Econometric Society理事

## 著書

### 単著
- 『現代の経済政策』（岩波書店<岩波新書>、1969年）
- 『数理経済分析:成長をめぐる諸問題』（創文社<数量経済学選書>1、1970年）
- 『模索する資本主義』（岩波書店<岩波新書>、1975年）
- 『国際経済の政治学』（岩波書店<岩波新書>、1977年）

### 共著
- 『経済政策』（筑井甚吉との共著、岩波書店<現代経済学9>、1972年）

### 編著
- 『現代の経済学 第1』（建元正弘との編著、日本経済新聞出版社、1970年）
- 『現代の経済学 第2』（建元正弘との編著、日本経済新聞出版社、1970年）
- 『現代の経済学 3-公共経済学の応用-』（建元正弘との編著、日本経済新聞出版社、1971年）
- 『現代の経済学 4-国内均衡と国際均衡-』（建元正弘との編著、日本経済新聞出版社、1972年）
- 『現代の経済学 5-経済政策の新次元-』（建元正弘との編著、日本経済新聞出版社、1972年）